# بلویتسه
بلویتسه (به چکی: Blevice) یک منطقهٔ مسکونی در جمهوری چک است که در شهرستان کلادنو واقع شده‌است. بلویتسه ۲۸۷ نفر جمعیت دارد.